# Chico KGL
Francisco Grimaldi de Lima, popularmente conhecido como Chico KGL, é um político brasileiro, filiado ao DEM, atualmente Deputado Estadual por Goiás, nas Eleições estaduais de 2018 com votação de 37.048 votos.

## Biografia
Chico KGL nasceu no município brasileiro de Alexandria e não chegou a completar o ensino fundamental.